# Bobby Verdon-Roe
Bobby Verdon-Roe (ur. 21 listopada 1965 roku w Winchesterze) – brytyjski kierowca wyścigowy.

## Kariera
Verdon-Roe rozpoczął karierę w międzynarodowych wyścigach samochodowych w 1991 roku od startów w Brytyjskiej Formule Renault, gdzie dziesięciokrotnie stawał na podium, w tym czterokrotnie na jego najwyższym stopniu. Uzbierane 116 punktów pozwoliło mu zdobyć tytuł mistrza serii. W późniejszych latach Brytyjczyk pojawiał się także w stawce British Touring Car Championship, Brytyjskiej Formuły 3, FIA GT Championship, European Le Mans Series, Grand American Rolex Series, British GT Championship, 24-godzinnego wyścigu Le Mans, Historycznej Formuły 1 oraz Historycznego Grand Prix Monako.

## Wyniki w 24h Le Mans
| Rok  | Zespół            | Partnerzy                   | Samochód           | Klasa | Okr. | Poz. | Klasa Pos. |
| ---- | ----------------- | --------------------------- | ------------------ | ----- | ---- | ---- | ---------- |
| 2005 | Rollcentre Racing | Michael Krumm Harold Primat | Dallara SP1-Nissan | LMP1  | 133  | NU   | NU         |